# Spelljammer
Spelljammer es un escenario de campaña, creado por Jeff Grubb para el juego de rol Advanced Dungeons & Dragons, en su segunda edición, en el que se destacan aspectos fantásticos (como opuesto a lo científico) y aspectos propios del espacio exterior.

## Descripción
Spelljammer introduce en el universo de AD&D un sistema inventado de astrofísica fantástica, que incluye el concepto ptolemaico de las Esferas. En Spelljammer, estas esferas son de cristal y pueden contener múltiples mundos y se puede "navegar" (mediante naves similares a barcos) a través del espacio comprendido entre dichos mundos.
Cada "Spelljamming helm" (como son llamados este tipo de barcos en la versión inglesa del juego) tiene su propio campo gravitatorio y atmósfera.
Las naves cuentan con terrazas abiertas y no tienden a parecerse a las naves espaciales de la ciencia ficción, sino que se parecen más a galeones, animales, aves, peces o incluso formas mucho más extrañas.
El escenario de Spelljammer está diseñado para permitir las usuales aventuras de «espada y brujería» de Dungeons & Dragons en el marco de espacio exterior. En el juego, los buques de las razas viajan a través de vastas extensiones del espacio interplanetario, visitando lunas, planetas y otros objetos estelares.
Como en la campaña de Planescape, Spelljammer unifica muchos del resto de escenarios de AD&D y provee un método canónico para permitir a personajes de un escenario (como por ejemplo Dragonlance) viajar a otro (como Reinos Olvidados). Sin embargo, a diferencia de Planescape, todo el juego está ambientado en el Plano Material (en vez de estar las diferentes campañas en diferentes Planos) y usa el "flogisto" como método de desplazamiento y las "esferas de cristal" como las barreras entre estos escenarios incompatibles. Aunque esta cosmología está derivada ampliamente del sistema ptolemaico, muchos de las ideas beben del trabajo de Julio Verne y sus contemporáneos. También está relacionado con juegos y ficción con un sabor romántico y steampunk. Al igual que se aprecia una gran influencia de la llamada "Época de los barcos", que comprende desde el Siglo XVI hasta el Siglo XIX, donde el comercio a través del mar se realizaba mediante barcos de vela.

## Escenario

### Spelljammer helms
Estas naves son el concepto fundamental alrededor del cual gira toda la campaña. Permiten los viajes espaciales interplanetarios e interestelares para los buques que de otro modo no sería realizables. Dentro del universo de Dungeons & Dragons, son un método de conversión de energía mágica en fuerza motriz.

### Gravedad y aire
Cualquier cuerpo de tamaño suficientemente grande genera gravedad. Esta gravedad por lo general (pero no siempre) ejerce una fuerza igual a la atracción gravitacional normal de la superficie de un cuerpo planetario del tamaño de la Tierra. La gravedad en el universo Spelljammer también es una fuerza excepcionalmente conveniente, y casi siempre funciona de tal manera que "abajo" se orienta de una manera que los seres humanoides encuentren razonable.
Todos los cuerpos de cualquier tamaño llevan con ellos una burbuja de aire cada vez que salen de la superficie de un planeta u otro objeto estelar. A diferencia de la astrofísica en el mundo real, esta dotación de aire no es dispersada por el vacío del espacio. Estas burbujas de aire proporcionan atmósfera respirable para diferentes períodos de tiempo, pero 3 meses se considera "normal".

### Esferas de cristal
Una esfera de cristal (también conocido como "cáscara de cristal") es una gigantesca cáscara esférica que contiene un sistema planetario. Cada esfera varía en tamaño, pero generalmente son dos veces el diámetro de la órbita del planeta que está más alejado del sol o planeta en el centro de la esfera (primaria del sistema).  La superficie de la esfera es llamada como la "pared de la esfera" y separa el vacío del "wildspace" (el espacio interior de la esfera) del "flogisto" (que rodea y fluye fuera de la esfera). La pared de la esfera no tiene gravedad y parece imposible dañarla por cualquier medio sea normal o mágico. Las aberturas de la pared de la esfera se llaman "portales" y permiten a los buques spelljamming o a las criaturas del "wildspace" pasar a través, entrando o saliendo de una esfera de cristal. Los Portales se pueden abrir y cerrar espontáneamente en cualquier lugar de la pared de la esfera. 
Dentro del juego hay hechizos mágicos (u objetos mágicos que reproducen sus efectos) que permiten localizar un portal. Otras magias pueden abrir un nuevo portal o colapsar uno ya existente. Los buques o criaturas que pasan a través de un portal cuando éste se cierra pueden ser cortados en dos.
Hay que tener en cuenta que a diferencia del sistema de Ptolomeo, las esferas de cristal no están anidados unas dentro de otras.

### El Flogisto
El flogisto (también conocido como "el flujo") es un brillante y extremadamente combustibles material similar a gas que existe entre las esferas de cristal. Una propiedad relevante de la sustancia es que no existe dentro de los límites de una esfera de cristal, en la medida en que no se puede introducir en una esfera de cristal por ningún medio conocido hasta (incluyendo la voluntad directa de las deidades). Cada esfera de cristal flota en el flogisto, muy lentamente subiendo y bajando con el tiempo. El viaje entre esferas de cristal se ve facilitada por la formación de "ríos de flujo", estas secciones del flogisto que tienen una corriente reducen en gran medida la duración de los viajes. El viaje a través del "flujo lento" (es decir, fuera de los ríos de flujo) es posible, pero muy peligroso.

### El Spelljammer
Da nombre al escenario de campaña.
El Spelljammer es un barco legendario que se parece a una manta raya gigante, y alberga una ciudad entera en la espalda. Todos los viajeros espaciales (personas que viven en el wildspace) han oído hablar de la Spelljammer pero muy pocos lo han visto por ellos mismos. Este es el barco que da su nombre a "spelljamming", "spelljamming helms" y cualquier cosa relacionada con spelljamming. 
En la historia de la campaña se dice que el barco ha sido visto en innumerables esferas diferentes durante el tiempo del que existen registros. Incluso algunos Groundlings (personas que viven en los planetas que tienen comercio muy poco o nada con las comunidades spelljamming) tienen leyendas sobre él. Hay cientos de leyendas contradictorias acerca de este barco, y ha desarrollado una mitología sobre el buque que es similar a las leyendas que rodean al Holandés Errante.

### Razas
Según se presenta en Adventures in Space (parte del box-set de Spelljammer), existen en esta campaña una gran variedad de razas exóticas, así como otras ya conocidas de otros escenarios pero ampliamente modificadas (contempladores e illitas. Las criaturas que habitan en el universo Spelljammer incluyen humanos, enanos, contempladores xenófobos, voraces neogi, giff (hipopótamos humanoides), dracónicos centauroideos, elfos, orcos espaciales llamadas "scro", los insectoides Thri-Kreen, Ilícidos eran otra especie importante, pero se presentan como más mercantil y menos abiertamente al mal que en cualquier otra configuración de D & D. La serie "Monstrous Compendium" añade muchas razas de menor importancia.
- Datos: Q1060172